# Préproduction (cinéma)
Pour les articles homonymes, voir Préproduction.
Ne doit pas être confondu avec Post-production.
La préproduction est la deuxième étape de la fabrication d'un film ; c'est celle de la « préparation » du tournage (troisième étape). Celle-ci ne débute qu'après l'étape du développement d'un projet qui a été approuvé par les parties prenantes.

## Financement
Le producteur crée une société aux spécificités budgétaires, comptables et juridiques particulières.
À ce stade, le projet sera pleinement financièrement planifié.

## Déroulement
La préproduction consiste à concrétiser le scénario.
Elle organise en parallèle un certain nombre de tâches.
La plupart des éléments clés tels que la distribution, directeur de production et directeur de la photographie sont en place.
Les principaux acteurs du film sont pressentis et ont accepté, par l'intermédiaire de leur agent, de tourner le film.

Le producteur va engager, tout au long de la préparation, un certain nombre de techniciens (intermittents du spectacle) et autres corps de métiers (comptables, artisans, conseillers et spécialistes, documentalistes, dessinateurs (pour le storyboard), décorateur, etc.) et ce, pour une durée déterminée.

Il pourra aussi louer des « bureaux de production ou de préparation », si possible proches des studios de tournage quand ceux-ci serviront au tournage.

### Le découpage technique
On réalise alors un minutage du scénario (ou script), afin de vérifier la durée prévisible du film.
Ce document doit permettre à chaque corps de métier, participant à la fabrication du projet, de puiser toutes les informations nécessaires dans les descriptions des décors, des costumes, des effets de lumière et des effets spéciaux mais aussi indications de jeu pour les comédiens. Le scénario est une ressource inépuisable pour les collaborateurs du film.

Il est généralement découpé et numéroté en scènes ou séquences de scènes d'unités de lieu, de temps et d'action, numérotées.
La mise en scène du scénario nécessite un découpage technique qui définit les différents plans composant la scène et la séquence de scènes. Ce découpage est généralement fait préalablement au tournage. On peut prédéfinir alors pour chaque plan l'emplacement de la caméra sur le décor, le choix des différents paramètres du plan (focale, hauteur caméra, mouvements d'appareil, etc.) et sa durée. On réalise généralement un plan au sol à l'échelle, puis le story-board, ou scénarimage, composés des dessins des vignettes d'images clés de chaque plan.

### Le repérage
Le repérage des décors naturels et/ou la préparation et la construction des décors sont effectués sous la direction du chef décorateur, assisté de son équipe dite de « construction ».

### Le storyboard
Généralement, le créateur du storyboard du film n'est pas le réalisateur du film mais travaille évidemment en collaboration avec lui. Avec son équipe, il met les croquis du réalisateur. Certains réalisateurs ne demandent des storyboards que pour certaines scènes (scènes d'action par exemple) ou ne font pas réaliser de storyboard préalablement au tournage ; ils se contentent de donner les indications d'emplacement de la caméra et de distance focale au fur et à mesure du tournage. D'autres ne conçoivent leur découpage qu'au moment même de tourner la scène. D'autres se contentent de montrer mécaniquement la scène au cadreur du film qui propose alors les paramètres des plans, déterminés finalement en collaboration entre le réalisateur et le cadreur. Plus le tournage est sophistiqué (plusieurs caméra et mouvements complexes, tournage sur fond vert pour incrustation, etc.), plus le storyboard est nécessaire ; il peut même être le préalable à la construction d'une maquette des décors permettant à l'équipe de simuler diverses situations (places et mouvements de caméra, disposition des lumières, etc.).
Le story board et découpage, conduisent à des réunions de préparation pour les effets spéciaux, planifications.
- Choix des costumes et des accessoires.
- Casting acteurs, premiers, seconds rôles et figurants et casting des techniciens pour le tournage et la postproduction, préparation des contrats.
- Évaluation des devis de location de matériels pour l'image, éclairages et lumières, machineries, dresseurs d'animaux.
- Organisation des transports et déplacements nécessaires et utiles pendant le tournage (régisseurs).
- Organisation hébergement et cantine de l'équipe de tournage (dont le nombre peut être significatif).

### Le plan de travail
Le plan de travail élaboré par le 1er assistant mise en scène, à partir du découpage du scénario qui est écrit scène par scène, est en fait le planning de tournage du film. Les éléments de décors, le casting, les voyages, le catering, les équipes... tous ce qui est nécessaire au tournage du film, y sont répertoriés. Il change en fonction de la réalité du tournage, les aléas météo, les retards, la disponibilité des acteurs. Il est l'élément clé pour le producteur et le directeur de production qui finalise le budget du film à partir de ce document. Constamment mis à jour, il sera la principale source de l'assistant(e) de production pour établir la feuille de travail journalière pendant le tournage. Les convocations des acteurs, des équipes, le prêt à tourner, le lieu de travail, le plan pour y accéder... L'équipe travaille à partir des feuilles de travail qui à la fin du film seront rassemblées avec le plan de travail, dans la bible du film. 

## Les participants
Participent à la préproduction des équipes diverses suivant la spécificité de chaque film et sous la houlette du directeur de production chargé de les coordonner et entouré de ses assistants et d'une équipe de régie. Le réalisateur exprime ses orientations et ses désirs de tournage dont le directeur de production doit faire aussi la péréquation financière. Le producteur en examine la faisabilité.
Au fur et à mesure de l'avancement de la préproduction et ponctuellement, l'équipe de préparation s'étoffe: l'assistant réalisateur entre dans le jeu ainsi que d'autres intervenants dont la nécessité se révèle au fur et à mesure de l'avancement du projet.
D'autres activités font partie de la préproduction: avocats conseils (pour les contrats artistes, de coproduction et de diffusion), autorisations administratives de tournage (mairie, préfecture, ministères dans certains cas qui peuvent se révéler complexes (comme filmer la tour Eiffel de nuit et d'un hélicoptère). Autorisation de la DASS  pour faire tourner des enfants mineurs ainsi que des animaux.